# Lunca Târnavei, Alba
Lunca Târnavei, mai demult Spini, (în maghiară Kistövis, în trad. "Teiușu Mic", "Spinenii Mici") este un sat în comuna Șona din județul Alba, Transilvania, România.
 Acest articol despre o localitate din județul Alba este deocamdată un ciot. Puteți ajuta Wikipedia prin completarea lui.